# Alaukst-See
Der Alaukst-See (lettisch: Alauksts) ist ein ca. 7,7 km² großer See in Lettland. Er liegt im Bezirk Cēsis an der Landstraße von Cēsis nach Madona.
Der See hat eine ovale Form mit mehreren Buchten. Die zwei Inseln sind die Große Insel mit 0,8 Hektar sowie die Kleine Insel mit 0,76 Hektar. Der Alauksts ist Quellsee der Gaujiņa, die später zur Gauja, dem größten Fluss in Vidzeme, wird. Außerdem besteht ein im 19. Jahrhundert angelegter Kanal zum benachbarten Tauna-See.
Der See und Umgebung stehen unter Naturschutz. Es sind dort neun Fischarten konstatiert. Eine Gefahr besteht durch Eutrophierung.